# ادوارد بندیک
ادوارد بندیک (انگلیسی: Edward Benedicks; ۹ فوریهٔ ۱۸۷۹ – ۲۴ اوت ۱۹۶۰) ورزشکار ورزش تیراندازی اهل سوئد بود.
وی در مسابقات کشوری و بین‌المللی در مجموع برندهٔ ۲ مدال نقره شده‌است.